# Albert Friedrich Speer

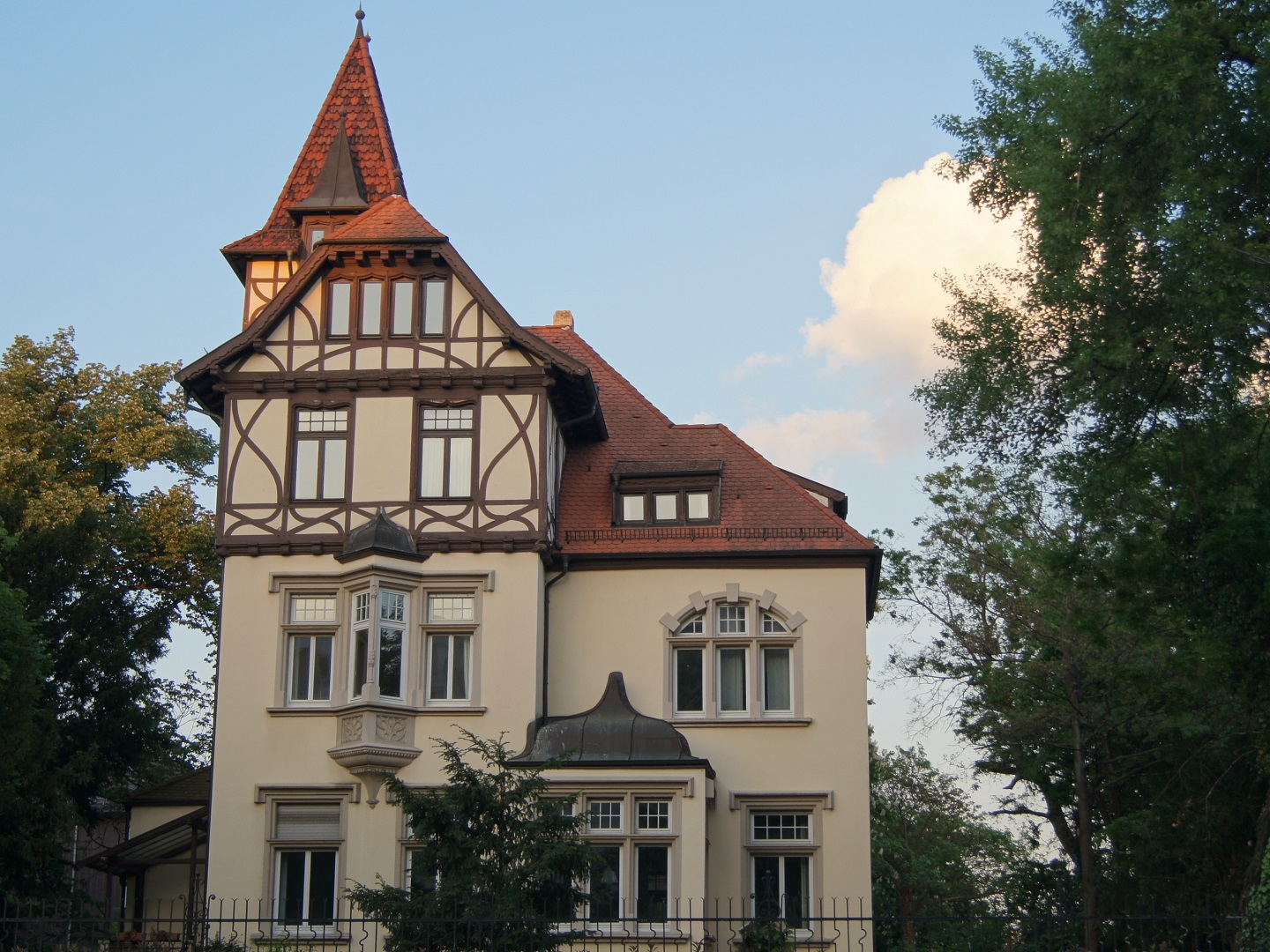
Direktorenvilla in Frankenthal (1896)

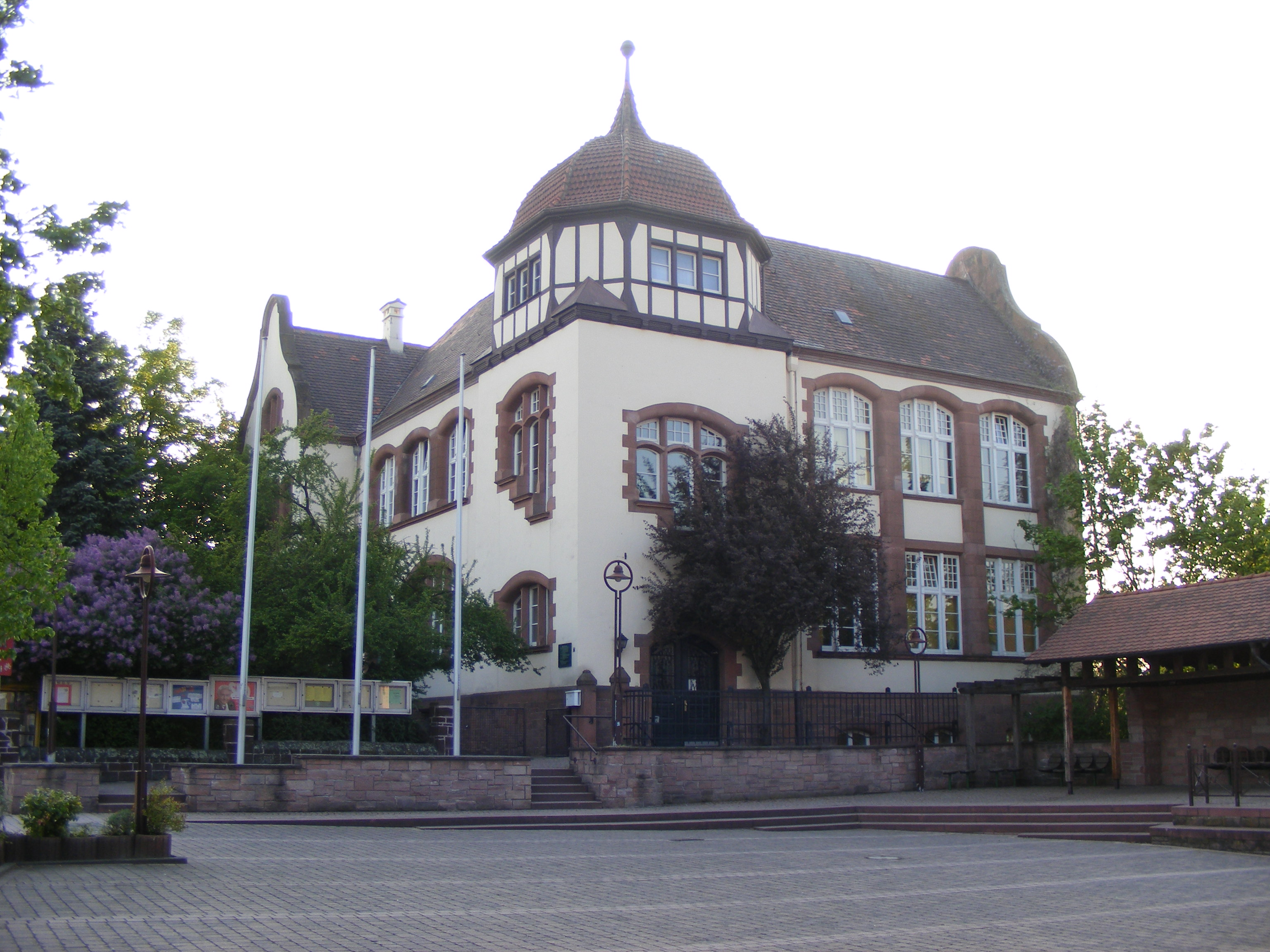
Schulhaus in Kirchheim an der Weinstraße (1904)

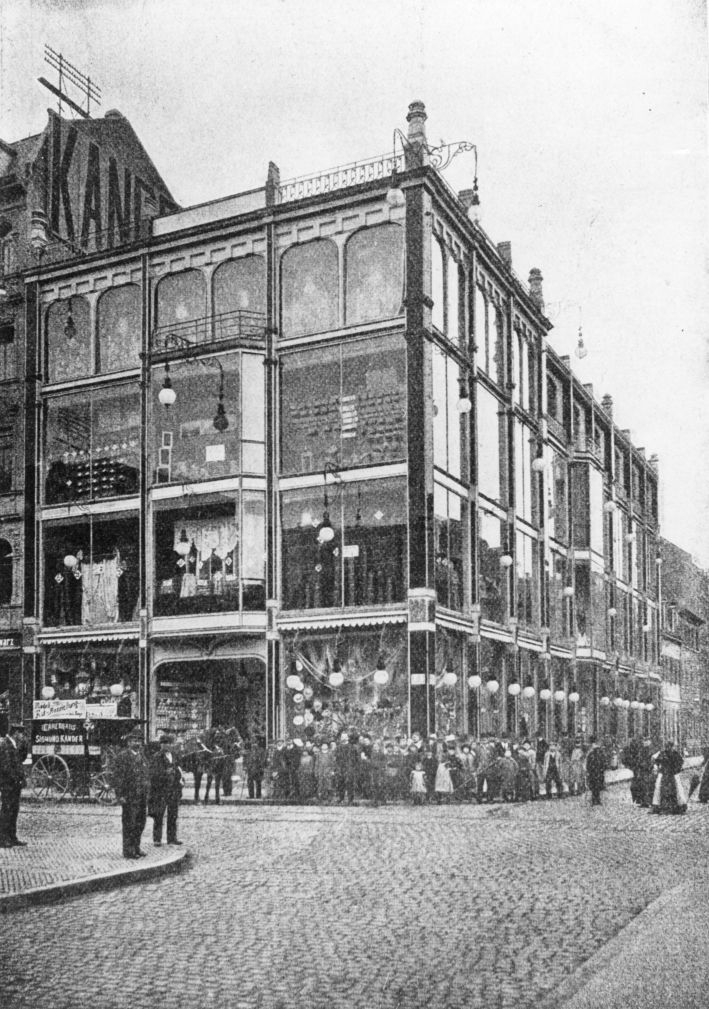
Warenhaus Kander (1902)

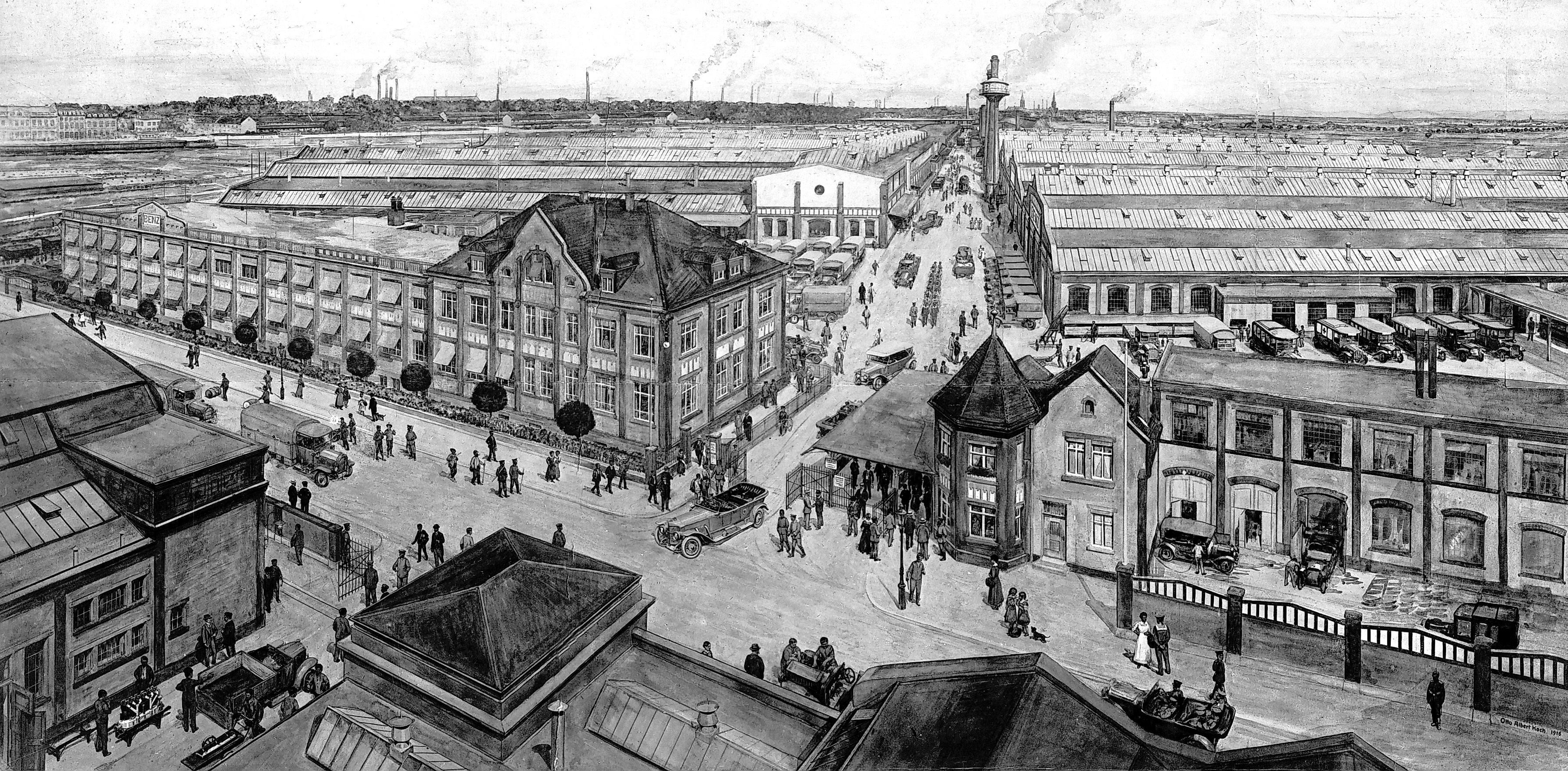
Mercedes-Benz-Werk Mannheim (Zustand 1916); Gemälde von Otto Albert Koch

Albert Friedrich Speer, Rufname Albert (* 6. Mai 1863 in Dortmund; † 31. März 1947 in Heidelberg), war ein deutscher Architekt.

## Leben
Speer wurde als Sohn des Architekten und Betreibers der Dortmunder Victoria-Brauerei Berthold Speer geboren. Er studierte an der Technischen Hochschule Charlottenburg und der Technischen Hochschule München Architektur. Von 1892 bis 1923 unterhielt er ein eigenes Architekturbüro in Mannheim. Seine vor allem im Großraum Mannheim zu findenden Bauten sind stilistisch von Jugendstil und Neoklassizismus geprägt.
Aus seiner Ehe mit Luise Mathilde Wilhelmine Hommel gingen drei Söhne hervor, unter ihnen der Architekt und NS-Politiker Albert Speer, sowie Hermann Speer (* 1902, † 1980) und Ernst Speer (* 1906, † 1943 in Stalingrad). Der Maler Conrad Hommel war sein Schwager.

## Werke (Auswahl)
- 1889: Schulhaus Roxheim in Bobenheim-Roxheim
- 1896: Drei Direktorenvillen für die Zuckerfabrik Frankenthal AG in Frankenthal (Pfalz) (zwei erhalten)[3][1]
- 1900: eigenes Wohnhaus in Mannheim, Stresemannstr. 19[1]
- 1900: Warenhaus Sigmund Kander in Mannheim (zerstört)[4]
- vor 1900: Villa August Bender in Mannheim (zerstört)[1]
- vor 1900: Cafe Bristol in Mannheim[1]
- 1902–1905: Umbau der Oberrheinischen Bank[1]
- 1902–1903: Neumayerschule, Neumayerring[1]
- 1902–1903: Wohn- und Geschäftshaus M. Reutlinger & Co. in Mannheim (zerstört)[4]
- 1903: Filiale der Rheinischen Creditbank in Freiburg im Breisgau[5]
- 1903–1904: Schulhaus in Kirchheim an der Weinstraße
- 1904: Restauration zum Elefanten in Frankenthal, Neumayerring
- 1904–1906, 1911: Tresor- und Bürogebäude der Rheinischen Creditbank in Mannheim
- 1905: Wohnhaus Schloß-Wolfsbrunnenweg 50 in Heidelberg[1]
- 1908: Mercedes-Benz-Werk Mannheim
- 1908: Luitpoldschule in Hettenleidelheim
- vor 1917: Villa Karl-Ludwig-Str. 31 in Mannheim[1]
- 1914–1917: Kaufhaus Merkur, Inh. Hirschland, P1, 3 in Mannheim (zerstört)
- 1914–1917: Verwaltungsgebäude der Rheinischen Schuckert-Gesellschaft in Mannheim
- 1917: Erweiterung der Flugzeughalle „Liller Halle“ in Speyer (1917)
- 1917: Magazin- und Bürogebäude der Pfalz-Flugzeugwerke in Speyer